# Fulu Mugovhani
Fulu Mugovhani, née le 7 septembre 1990 à Thohoyandou, est une actrice sud-africaine. En 2015, elle tient le premier rôle dans Ayanda (en), ce qui lui vaut de nombreuses distinctions et nominations, notamment le Africa Movie Academy Awards, le South African Film and Television Awards et le Africa International Film Festival Awards.

## Biographie
Mugovhani nait à Thohoyandou, une ville de la province du Limpopo en Afrique du Sud. Elle étudie la comédie musicale à l'université de technologie de Tshwane, où son père a enseigné, terminant son diplôme en 2011,. Elle épouse Timi Modibedi, qui travaille comme DJ et producteur de disques, en juin 2018.

## Carrière
En 2012, Mugovhani rejoint la production internationale de la comédie musicale Le Roi Lion, produite par Hong Kong Disneyland, dans le rôle de Nala. Pour les besoins de la production, elle déménage à Hong Kong pendant un an et demi. En 2013, elle décroche son premier rôle à la télévision, jouant dans la mini-série Remix ainsi que dans le feuilleton Scandal !.
En 2015, Mugovhani joue le rôle principal dans le film Ayanda, réalisé par Sara Blecher. Ce rôle lui vaut de recevoir le prix de la meilleure actrice dans un rôle principal aux 12e Africa Movie Academy Awards, le prix de la meilleure actrice dans un long métrage aux 10e South African Film and Television Awards, et le prix de la meilleure actrice à l'Africa International Film Festival de 2015. Aux Africa Magic Viewers Choice Awards 2016, elle est nommée dans la catégorie meilleure actrice dans un drame.
En 2017, Mugovhani a un rôle récurrent dans le feuilleton Isidingo sur SABC 3. La même année, elle joue dans le feuilleton Ring of Lies dans le rôle de Rendani, une combattante Musangwe qui poursuit son rêve de devenir une championne de boxe, malgré les désirs de son père conservateur. En 2020, après une interruption d'un an, elle joue dans la série Still Breathing et dans la comédie sud-africaine Seriously Single (en),.

## Filmographie
- Remix (2013)
- Scandal! (2013)
- Ayanda (2015)
- The Lucky Specials (2017)
- Isidingo (2017)
- Ring of Lies (2017)
- Still Breathing (2020)
- Seriously Single (2020)